# Lola B2K/10
La Lola B2K/10 è una vettura da competizione realizzata dalla Lola Racing Cars nel 2000.

## Sviluppo
La B2K/10 si poneva come evoluzione della precedente Lola B98/10 è venne progettata per prendere parte alla 24 Ore di Le Mans, all'American Le Mans Series, al Grand American Road Racing Championship e allo Sports Racing World Cup.

## Tecnica
Dalla precedente vettura era stato derivato buona parte del design aerodinamico, anche se nella parte anteriore, al posto della presa d'aria nella zona centrale trovava posto un terzo impianto di illuminazione atto a migliorare la visibilità durante le gare endurance. Per supplire alla mancanza di una presa d'aria avanzata ne vennero studiate alcune poste al di sotto della scocca. Come propulsore venne inizialmente impiegato un Roush Racing Ford 6.0 V8, anche se potevano però essere installati anche altri motori.

## Attività sportiva
Le prime tre vetture vennero consegnate ad altrettanti team, i quali le schierarono presso la 12 Ore di Sebring, ma nessuna delle tre riuscì a concludere la corsa per guasti. Dopo l'arrivo di altri tre esemplari, si segnarono diversi piazzamenti a podio, ma mai una vettura in nessun campionato in cui vennero schierate.
Nel 2001 vi furono le prime due vittorie della B2K/10 nel Grand American Road Racing Championship, rispettivamente nei GP del Phoenix International Raceway e del Mid-Ohio Sports Car Course.
Tra il 2002 e il 2004 non vi furono dei risultati di rilievo, fatta eccezione per un terzo posto nel FIA Sportscar Championship ottenuto sul circuito di Monza nel 2003.